# Черников Валерій Вікторович
Валерій Вікторович Черников (27 квітня 1962) — колишній радянський та український футболіст. Батько футболіста Володимира Чернікова.